# Detlef Lingemann
Detlef Lingemann (* 10. November 1954 in Düsseldorf) ist ein deutscher Diplomat. Er war zuletzt von 2017 bis 2020 Botschafter der Bundesrepublik Deutschland in Finnland.

## Leben
Nach dem Abitur 1973 in Düsseldorf und Wehrdienst studierte er ab 1975 Rechtswissenschaften an den Universitäten Bonn, London und Straßburg.

## Laufbahn
Nach dem Eintritt in den Auswärtigen Dienst 1981 folgten Verwendungen im Auswärtigen Amt und ab 1983 an der Botschaft in Moskau. Von 1986 bis 1989 war er Ständiger Vertreter des Botschafters in Mali. Anschließend war er Mitarbeiter im Auswärtigen Amt sowie zuletzt 1992 bis 1995 stellvertretender Leiter eines Referates.
Von 1995 bis 2000 leitete Lingemann das Pressereferat der deutschen Botschaft in den Vereinigten Staaten von Amerika. Danach war er erneut im Auswärtigen Amt in Berlin tätig und zwar zunächst als Vortragender Legationsrat 1. Klasse und Referatsleiter in der Wirtschaftsabteilung sowie anschließend von 2003 bis Oktober 2004 als Beauftragter für wirtschaftliche Aspekte der Globalisierung und für Entwicklungspolitik.
Von Oktober 2004 bis 2006 war Lingemann Botschafter der Bundesrepublik Deutschland in Aserbaidschan. Von 2006 bis 2008 war Lingemann Ständiger Vertreter des deutschen Botschafters in Moskau. Anschließend war er im Auswärtigen Amt Beauftragter für Außenwirtschaftsförderung. Von 2010 bis 2011 war Lingemann Beauftragter des Auswärtigen Amtes für Exportkontrolle und Technologie.
Von 2011 bis 2014 war Lingemann wiederum als Botschafter in der Tschechischen Republik tätig und von 2014 bis 2017 als Botschafter der Bundesrepublik in Bulgarien. Danach war er von 2017 bis 2020 Botschafter der Bundesrepublik Deutschland in Finnland.